# ميرفن كاي
ميرفن كاي هو مجدف كندي، ولد في 18 يونيو 1929.

## وصلات خارجية
- ميرفن كاي على موقع أوليمبيديا (الإنجليزية)